# HiRISE

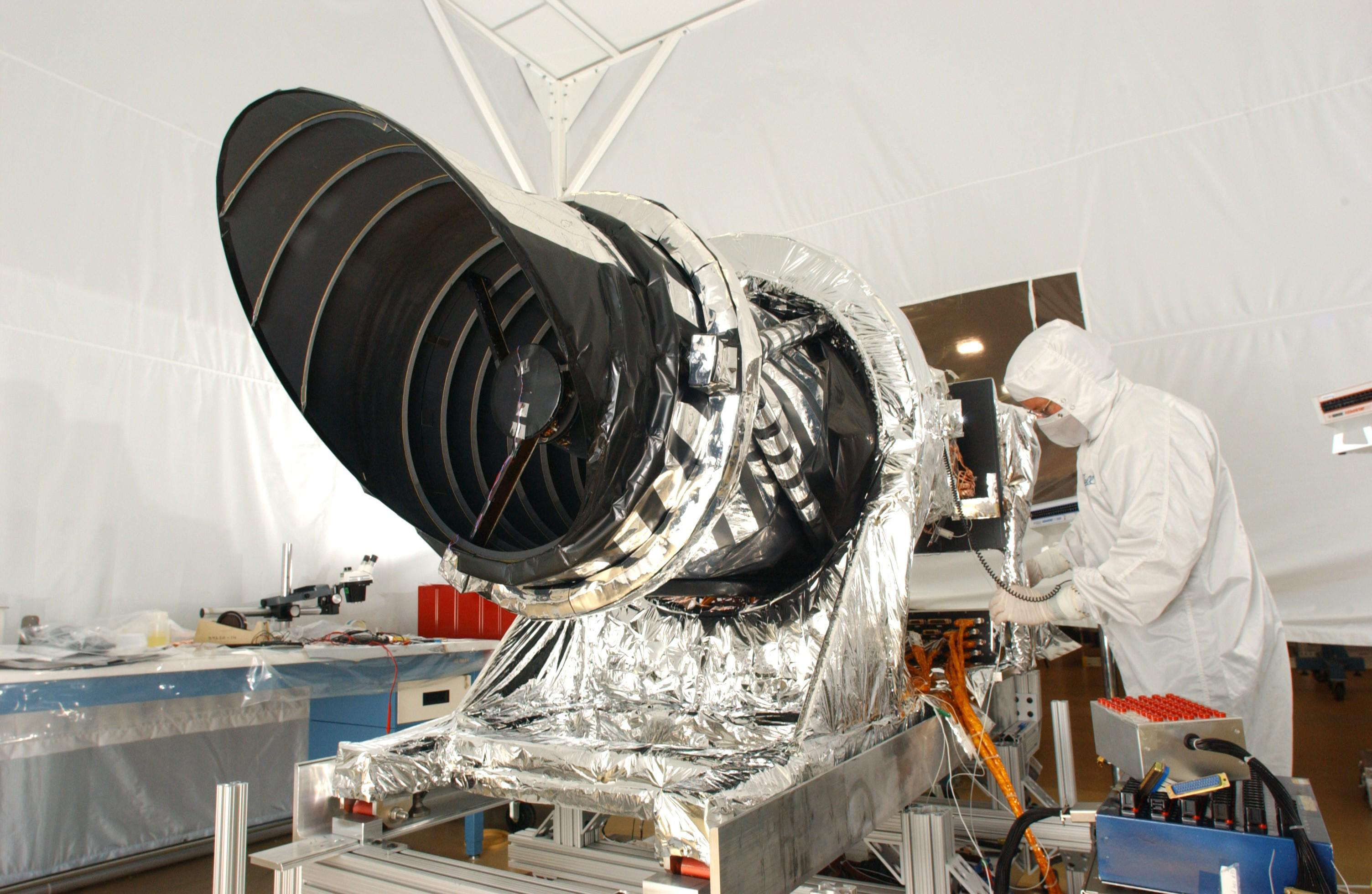
Un trabajador prepara HiRISE antes de su colocación sobre la sonda.

La High Resolution Imaging Science Experiment es una cámara situada a bordo del Mars Reconnaissance Orbiter. Con un peso de 65 kg, este instrumento de 40 millones de dólares fue construido por Ball Aerospace & Technologies Corp bajo la dirección del departamento lunar y planetario de la Universidad de Arizona.
Consiste en un Telescopio reflector de 0,5 metros de diámetro, el más grande de cualquier misión interplanetaria. Permite fotografiar con una resolución por encima de los 0,3 metros, diferenciando objetos de 1 metro de diámetro (aproximadamente una bola de playa).